# Бакалейников, Николай Романович
Николай Романович Бакалейников (1 [13] декабря 1881, Москва, Российская империя — 6 марта 1957, Свердловск, РСФСР, СССР) — русский и советский флейтист и композитор.

## Биография
Родился 1 (13) декабря 1881 года в Москве в семье оркестранта-кларнетиста, был старшим среди братьев Бакалейниковых (известны также Владимир (1885—1953), Михаил (1890—1960) и Константин (1896—1966).
В 1900 году окончил Московскую консерваторию по классу флейты у Вильгельма Кречмана. У Сергея Танеева брал уроки по гармонии и контрапункту.
В 1900—1905 годах работал дирижёром и хормейстером в театральных труппах Москвы и Санкт-Петербурга (1900—1905), в 1905—1919 годах был солистом оркестра Большого театра, принимал участие в «Русских сезонах» Сергея Дягилева в Париже. Одновременно с 1914 по 1919 годы Бакалейников служил капельмейстером военных оркестров в Москве. По свидетельству Л. Сабанеева, Н. Р. Бакалейников сочинял музыку для выступлений А. Н. Вертинского, которые проходили в московском артистическом клубе «Алатр» (1914—1917).
С 1919 года работал дирижёром в Киеве, там же в 1920-х годах был назначен начальником оркестров штаба Киевского военного округа. Во второй половине 1920-х годов входил в «организационную пятёрку» Киевсимфанса — симфонического оркестра без дирижёра, созданного по образцу московского Персимфанса.
В 1931 году переехал в Свердловск, где стал дирижёром балетных спектаклей Театра оперы и балета им. А. В. Луначарского, позднее — дирижёром филармонического оркестра. В 1933—1949 годах заведовал музыкальной частью Свердловского драматического театра, где стал автором музыки более чем к пятидесяти спектаклям.
В 1934 году стал преподавателем по классу флейты в только что открытой Свердловской консерватории, с 1939 по 1941 годы был её директором, с 1942 по 1956 год заведовал кафедрой оркестровых (с 1950 года — духовых) инструментов. В 1940 году получил ученое звание профессора. В числе его учеников были будущие преподаватели этой же консерватории А. Т. Иванников и И. А. Серебряков, башкирский дирижёр Г. Х. Муталов.
Бакалейников записывался на грампластинки в Российской империи (International Zonophone, «Одеонъ-Рекордъ», «Бека-Грандъ-Пластинка») и СССР (фирма «Мелодия»).
Как композитор известен своими произведениями для духового оркестра (марши Молодёжный и Фанфарный), концертными пьесами и переложениями для духовых инструментов, обработками народных песен и романсами. Наибольшую популярность получили его вальс «Грусть», романсы «Пожалей», «Ну, быстрей летите, кони» (на собственные слова) и «Звезды ночью горят» (на стихи Н. фон Риттера). Романсы Н. Р. Бакалейникова входили в репертуар известных исполнителей Н. Плевицкой, В. Козина, Б. Штоколова.
Умер 6 марта 1957 года в Свердловске.

### Семья
Братья Николай, Владимир, Михаил и Константин также стали известными композиторами.
Жена — Бакалейникова Варвара Гавриловна, умерла в июле 1952 года в Свердловске.

## Сочинения
Произведения для оркестра:
- 1947 Марш «Москва» (к 800-летию Москвы)
- 1949 Концерт для скрипки с орк.
- 1949 Концерт соль минор для тромбона с орк. УГК (р.) — 2 ч. Канцонетта
- «Молодежный марш» для дух. орк.
- «Фанфарный марш» для дух. орк.

Камерно-инструментальные произведения:
- до 1910 Вальс «Грусть» // Альбом избр. вальсов. — М., 1948.
- Популярные вальсы. Т. 1. — Л., 1954.
- Сб. старинных популярных вальсов. — Киев, 1962. — С. 40-46.
- Старинные вальсы. — М., 1968. — С. 16; Старинные вальсы. — М.: Сов. комп., 1982. — С. 22-26.
- Полонез для тубы
- Полька для ксилофона
- Ноктюрн для трубы

Камерно-вокальные произведения:
- Семь романсов на ст. Н.А. фон Риттера («Звёзды ночи горят», «Всей силой страсти», «За чудный миг», «Посмотри, как небо чисто», «Ах, зачем эта ночь» и др.)
- «Пожалей!» на собств. слова // Дорогой длинною. — М., 1970. — С. 22; Дорогой длинною. Популярные романсы. — М., 1979. — С. 22-23.
- «Ну, быстрей летите, кони» на собств. слова
- «Бубенцы», сл. А. Кусикова

Переложения:
- Глазунов А. К. Сюита (интродукция) и фуга / перел. для кварт. медн. инстр.
- Глинка М. И. Квартет / перел. для медн. инстр.

Музыка к спектаклям Свердловского театра драмы:
- 1934 «Уриэль Акоста», пьеса К. Гуцкого
- 1934 «Хозяйка гостиницы», комедия К. Гольдони
- 1935 «Платон Кречет», пьеса А. Корнейчука
- 1936 «Анна Каренина», пьеса по роману Л. Н. Толстого
- 1937 «Рюи Блаз», драма В. Гюго
- 1940 «Царь Федор Иоаннович», драма А. К. Толстого
- 1940 «Отелло», трагедия У. Шекспира
- 1940 «Дама-невидимка», пьеса П. Кальдерона